# Helmut Wielandt

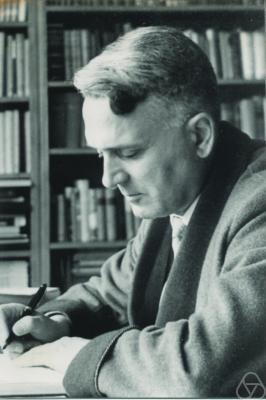
Helmut Wielandt

Helmut Wielandt (* 19. Dezember 1910 in Niedereggenen; † 14. Februar 2001 in Schliersee) war ein deutscher Mathematiker. Sein Hauptarbeitsgebiet war die Gruppentheorie, speziell die Theorie der Permutationsgruppen.
Wielandts Beweis der für die Theorie der endlichen Gruppen grundlegenden Sylowschen Sätze ist heute weltweit Standard. Der Begriff der subnormalen Untergruppe geht ebenfalls auf ihn zurück. Neben seinen gruppentheoretischen Arbeiten lieferte er aber auch wichtige Beiträge zur Operatorentheorie und zur Theorie der Matrizen.

## Leben
Helmut Wielandt wurde als Sohn des Pfarrers Rudolf Wielandt und dessen Frau Elisabeth im Dorf Niedereggenen in der Nähe von Lörrach geboren. Aufgewachsen ist Wielandt in Berlin, wo er von 1917 bis 1929 das Prinz-Heinrich-Gymnasium besuchte und anschließend an der Berliner Universität Mathematik, Physik und Philosophie studierte. Während des Studiums lernte er seine spätere Frau Annemarie Bothe kennen, die er 1937 heiratete.
1934/35 promovierte Wielandt summa cum laude bei Issai Schur und Erhard Schmidt über ein Thema aus der Gruppentheorie. Seine anschließenden Bemühungen um eine Assistentenstelle waren trotz der ausgezeichneten Leistung zunächst erfolglos. Im zusehends durch den Nationalsozialismus geprägten Universitätsbetrieb wurde der eher unpolitische und parteilose Wielandt bei der Besetzung freiwerdender Stellen regelmäßig übergangen, trotz – oder gerade wegen – der Fürsprache seines jüdischen Doktorvaters Schur.
Von 1934 bis März 1938 konnte sich Wielandt als wissenschaftliche Hilfskraft in der Redaktion des Jahrbuch über die Fortschritte der Mathematik beim Verlag Walter de Gruyter in Berlin über Wasser halten. Die wissenschaftliche Laufbahn wollte er aber um keinen Preis aufgeben. So war er 1937 schließlich bereit, in die NSDAP und die SA einzutreten. Beiden Organisationen gehörte er bis zu seiner Einberufung zur Wehrmacht im Jahr 1939 an. Als SA-Mann konnte Wielandt im April 1938 von Konrad Knopp und Hellmuth Kneser – trotz Bedenken der dortigen Dozentenschaftsführung wegen der Kürze der Mitgliedschaft – auf eine Assistentenstelle an die Universität Tübingen geholt werden. Es folgte im Februar 1939 die Habilitation und die Ernennung zum Dozenten im November desselben Jahres.
Mit Beginn des Zweiten Weltkrieges wurde Wielandt im September 1939 zur Heeresartillerie eingezogen. Nach Einsätzen in Frankreich und Russland wurde er ab November 1941 auf Empfehlung der Tübinger Professoren Konrad Knopp und Erich Kamke für verschiedene Forschungsprojekte im Bereich Meteorologie, Verschlüsselung und Aerodynamik freigestellt. Von Juli 1942 an bis zum Kriegsende war er wissenschaftlicher Mitarbeiter des Kaiser-Wilhelm-Instituts für Strömungsforschung und der Aerodynamischen Versuchsanstalt in Göttingen.
Nach Kriegsende kam Wielandt nach Tübingen zurück, wo ihn die französische Militärregierung im August 1945 wegen seiner Mitgliedschaft bei der SA und der NSDAP seines Amtes als Dozent enthob. Die Amtsenthebung wurde aber bereits im Oktober wieder rückgängig gemacht, so dass Wielandt zum Wintersemester 1945/46 seine Lehrtätigkeit wieder aufnehmen konnte. Ein Jahr später folgte ein Ruf auf eine außerordentliche Professur für Mathematik an der Universität Mainz, im April 1951 die erneute Rückkehr nach Tübingen, diesmal als ordentlicher Professor und Nachfolger von Konrad Knopp.
Wielandt blieb bis zu seiner Emeritierung 1976 in Tübingen, abgesehen von Gastaufenthalten an Universitäten im Ausland. Zwei längere Gastprofessuren führten ihn an die Universität von Wisconsin, einmal während des Wintersemesters 1963 und ein weiteres Mal vom Wintersemester 1965 bis zum Sommersemester 1967. Außerdem war er 1951 und 1953 am National Bureau of Standards in  Washington D.C., 1959 am Caltech, 1963 an der University of Notre Dame, 1969 an der Ohio State University, 1973 an der University of Warwick und 1974 an der Universidade de Brasilia.
Von der Universität Mainz erhielt Wielandt 1977 die Ehrendoktorwürde. Bereits 1960 war er zum Mitglied der Heidelberger Akademie der Wissenschaften gewählt worden. 1958 hielt er einen Plenarvortrag auf dem Internationalen Mathematikerkongress in Edinburgh (Entwicklungslinien in der Strukturtheorie der endlichen Gruppen) und 1962 war er Invited Speaker auf dem ICM in Stockholm (Bedingungen für die Konjugiertheit von Untergruppen endlicher Gruppen).

## Werk
Der Schwerpunkt von Wielandts Werk lag auf der Gruppentheorie. Hervorzuheben ist hier die durch seine Beiträge erfolgte „Wiederbelebung“ der seit Beginn des 20. Jahrhunderts stagnierenden Theorie der (endlichen) Permutationsgruppen, ein Gebiet, mit dem sich Wielandt bereits in seiner Dissertation aus dem Jahre 1934 beschäftigt hatte und für das seine 1964 erschienene Monographie Finite Permutation-Groups lange Zeit das Standardwerk war.
Einen weiteren bedeutenden Anteil an Wielandts gruppentheoretischen Arbeiten hatten die Untersuchung subnormaler (von ihm zunächst nachinvariant genannter) Untergruppen, die er in seiner Habilitationsschrift Eine Verallgemeinerung der invarianten Untergruppen im Jahr 1939 einführt, sowie seine Beiträge zur Theorie allgemeiner (π-)Sylowsätze.
Wielandts Beschäftigung mit Spektraltheorie und Matrizennumerik geht im Wesentlichen auf seine Forschungstätigkeit während des Krieges zurück. So wurde das nach ihm benannte Verfahren der inversen Iteration noch im Rahmen seiner Arbeit bei der Aerodynamischen Versuchsanstalt in Göttingen entwickelt. Benannt ist nach ihm auch der Satz von Wintner-Wielandt über die heisenbergsche Vertauschungsrelation beschränkter Operatoren.
Neben seiner eigentlichen wissenschaftlichen Arbeit war Wielandt von 1952 bis 1972 geschäftsführender Herausgeber der Mathematischen Zeitschrift. Promoviert haben bei ihm unter anderem Harro Heuser und Bertram Huppert.
Er gab 1939 eine funktionentheoretische Charakterisierung der Gammafunktion {\displaystyle \Gamma (z)} als Alternative zu der  axiomatischen Charakterisierung der reellen Gammafunktion, dem Satz von Bohr-Mollerup:
Sei {\displaystyle f(z)} eine in der rechten Halbebene holomorphe Funktion mit
- {\displaystyle f(z+1)=zf(z)} und {\displaystyle f(1)=1}
- {\displaystyle f(z)} ist im Streifen {\displaystyle 1<\operatorname {Re} z<2} beschränkt

dann gilt {\displaystyle f(z)=\Gamma (z)}.

### Aufsätze (Auswahl)
- Abschätzungen für den Grad einer Permutationsgruppe von vorgeschriebenem Transitivitätsgrad. In: Schriften des mathematischen Seminars und des Instituts für angewandte Mathematik der Universität Berlin 2 (1934), S. 151–174. (Dissertation)
- Eine Verallgemeinerung der invarianten Untergruppen. In: Mathematische Zeitschrift 45 (1939), S. 209–244. (Habilitationsschrift)
- Beiträge zur mathematischen Behandlung komplexer Eigenwertprobleme, Teil V: Bestimmung höherer Eigenwerte durch gebrochene Iteration. In: Bericht B 44/J/37, Aerodynamische Versuchsanstalt Göttingen (1944).
- Über die Unbeschränktheit der Operatoren der Quantenmechanik. In: Mathematische Annalen 121 (1949/50), S. 21.
- Unzerlegbare, nicht negative Matrizen. In: Mathematische Zeitschrift 52 (1950), S. 642–648.
- Über Produkte von nilpotenten Gruppen. In: Illinois Journal of Mathematics 2 (1958), S. 611–618.
- Ein Beweis für die Existenz der Sylowgruppen. In: Archiv der Mathematik 10 (1959), S. 401–402.
- Über den Transitivitätsgrad von Permutationsgruppen. In: Mathematische Zeitschrift 74 (1960), S. 297–298.

### Bücher
- Finite Permutation-Groups. Academic Press, New York 1964.
- Mathematische Werke (Herausgeber Bertram Huppert, Hans Schneider)
  - Vol. 1: Group theory. de Gruyter, Berlin u. a. 1994, ISBN 3-11-012452-1.
  - Vol. 2: Linear algebra and analysis. de Gruyter, Berlin u. a. 1996, ISBN 3-11-012453-X.

## Familie
Helmut Wielandt war seit 1937 mit Annemarie Wielandt (geborene Bothe) verheiratet. Er ist der Vater von Erhard Wielandt und Rotraud Wielandt sowie von Irmgard Wielandt.

### Biographisches
- Nachruf im Jahresbericht der DMV (S. 74 ff.)
- Lebenslauf aus Mathematische Werke Band 1
- John J. O’Connor, Edmund F. Robertson: Helmut Wielandt. In: MacTutor History of Mathematics archive (englisch).

### Fotos
- Oberwolfach Photo Collection

### Sonstige Links
- Antrittsrede an der Heidelberger Akademie der Wissenschaften
- Projektseite der TU Berlin
- Auswahl an digitalisiert vorliegenden Artikeln, Suchfunktion betätigen
- Schriftenverzeichnis (PDF-Datei; 28 kB)
- Literatur von und über Helmut Wielandt im Katalog der Deutschen Nationalbibliothek
- Webseite von Hans Schneider zu Wielandt
- Helmut Wielandt in der Datenbank zbMATH